# トゲめくスピカ
「トゲめくスピカ」は、2019年12月・2020年1月に、NHKの音楽番組『みんなのうた』で放送された楽曲。

## 概要
作詞・作曲：雫、編曲・歌：ポルカドットスティングレイ。
人と人との距離感を棘に例えた楽曲である。曲名の「スピカ」とはおとめ座の1等星で「穂先」「尖ったもの」という意味を持つ。
アニメーションは神風動画で、2013年の「図書館ロケット」以来6年ぶりの担当。アニメーションはダムで塞き止められた湖に沈んだガラクタを吊り上げる少年が黒猫の形をしたルアーで釣り上げるところから始まる。ガラクタには棘が刺さっており、少年が抜くとそのガラクタは消えて無くなり、元あった持ち主の場所に現れるという不思議な世界観が描かれている。視聴者からはアニメーションのストーリー考案や解釈などで人気を得た。
CDは2020年発売の3rdアルバム「何者」に収録。